# Megamoto

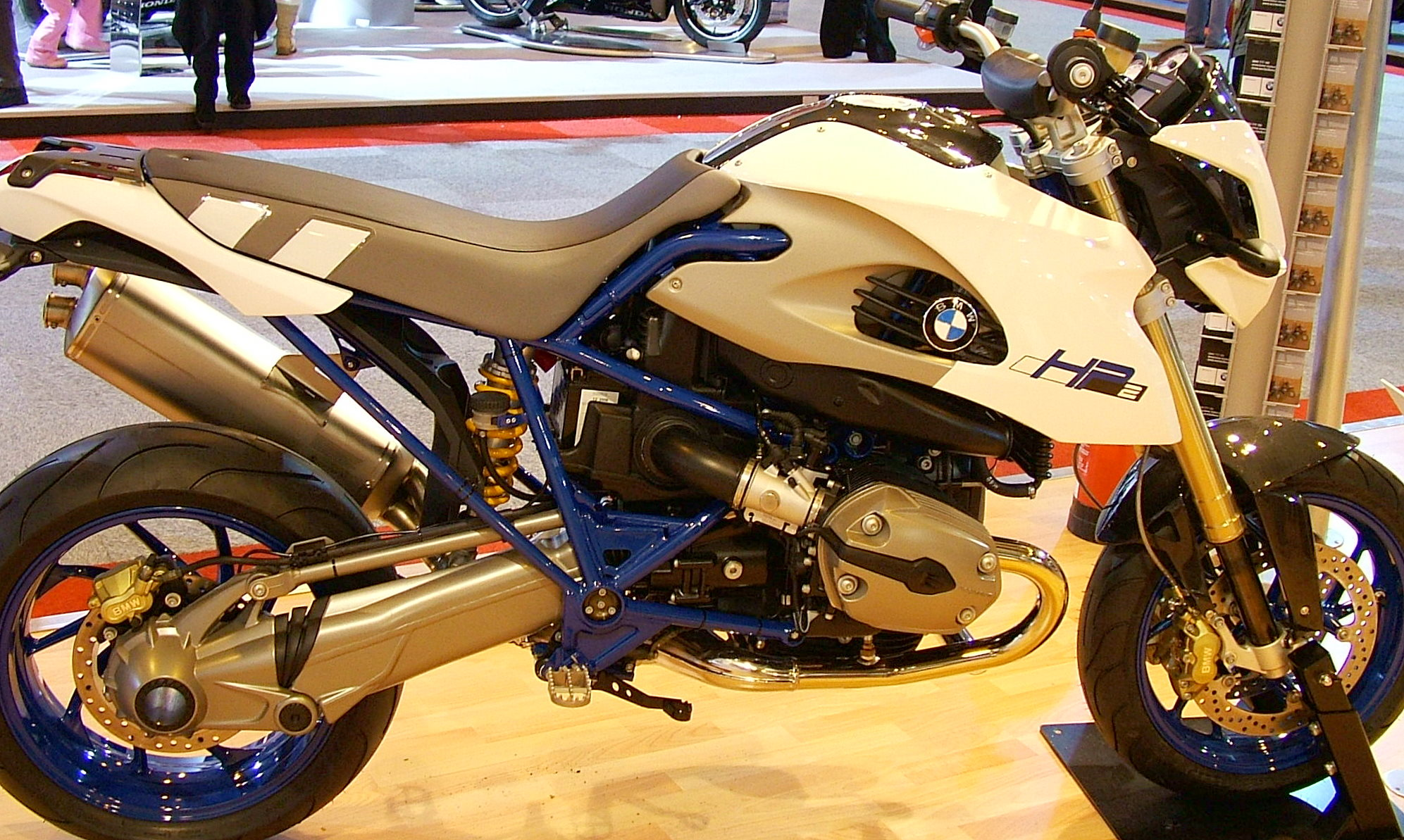
BMW HP2 MegaMoto

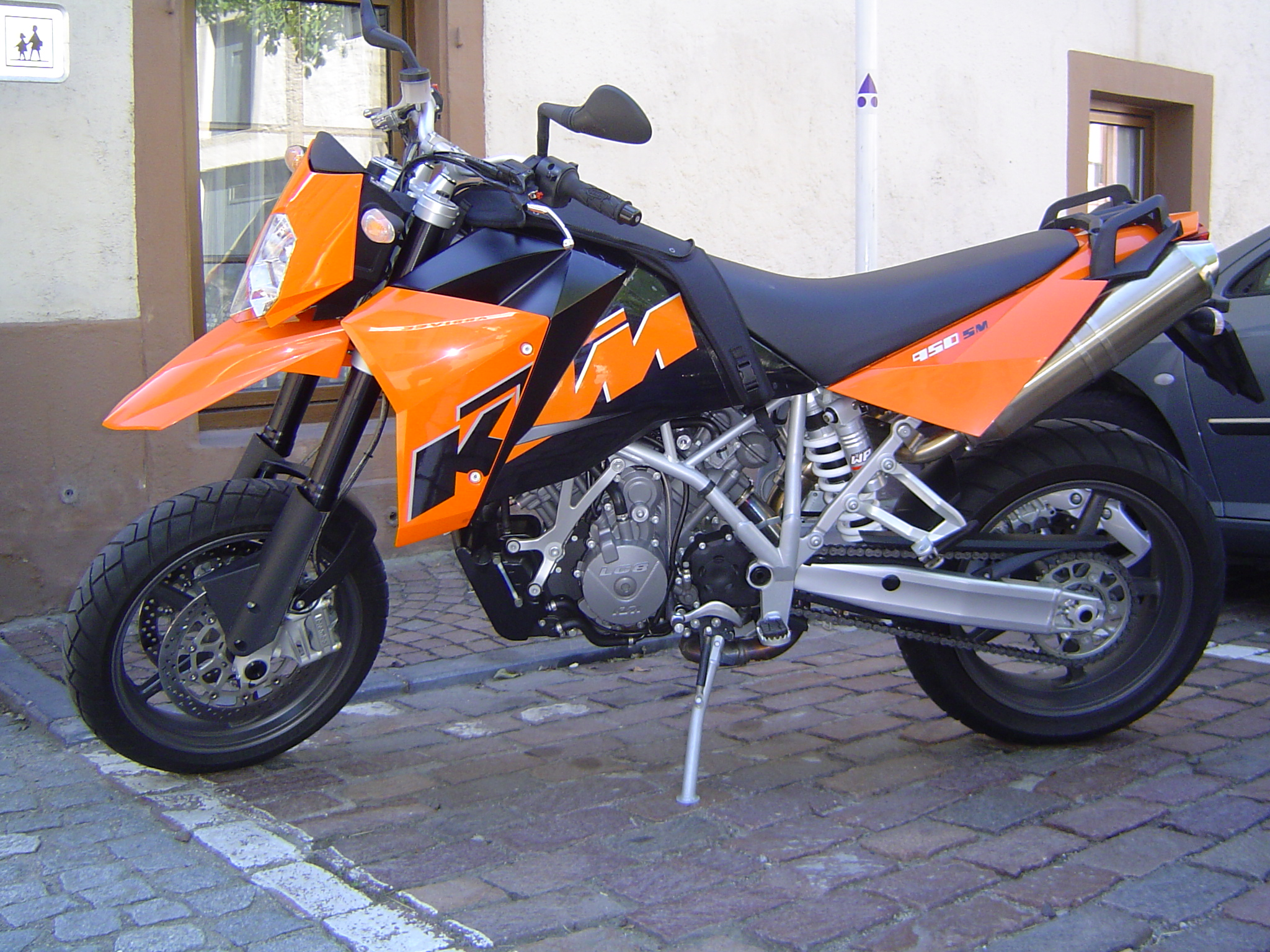
KTM 950 SM

Megamoto ist eine Wortschöpfung der Marketingabteilungen von BMW und KTM für leistungsstarke Supermotos.
Ursprünglich wurde mit Megamoto eine geplante Rennserie für leistungsstarke Supermotos mit zwei bis drei Zylindern und bis zu 1.250 cm³ Hubraum bezeichnet, deren Zukunft allerdings nach wie vor unklar ist. Später erhielt ein BMW-Motorradmodell die Typenbezeichnung HP2 Megamoto.